# San José Cuaro
San José Cuaro es una localidad del estado mexicano de Michoacán. Es parte del municipio de Huandacareo.

## Toponimia
El nombre «San José» hace referencia al santo patrono de la localidad: José de Nazaret. El nombre «Cuaro» proviene de los términos en purépecha: cuari, guardian; ro, lugar. Su significado es «Lugar de guardianes» o «Lugar guardado».

## Demografía
| Gráfica de evolución demográfica |
|                                  |

| Censo | Población |
| ----- | --------- |
| 1900  | 344       |
| 1910  | 386       |
| 1921  | 465       |
| 1930  | 578       |
| 1940  | 687       |
| 1950  | 705       |
| 1960  | 952       |
| 1970  | 835       |
| 1980  | 1156      |
| 1990  | 1657      |
| 2000  | 1431      |
| 2010  | 1463      |
| 2020  | 1484      |